# Aqeel Rehman
Pour les articles homonymes, voir Rehman (homonymie).
Aqeel Rehman, né le 12 décembre 1985 à Salzbourg, est un joueur professionnel de squash représentant l'Autriche. Il atteint en septembre 2021 la 76e place mondiale sur le circuit international, son meilleur classement.
Il est champion d'Autriche à 19 reprises consécutives entre 2007 et 2025.

## Biographie
Son père est originaire du Pakistan et l'initie au squash dès l'âge de 5 ans et demi. Très rapidement, il domine les catégories de jeunes en Autriche avec 12 titres de champion d'Autriche chez les jeunes.
En août 2012, il rentre dans le top 100 pour la première fois.
Depuis, il est basé à Manchester et s'entraîne  avec des joueurs comme Ong Beng Hee, Campbell Grayson, Nick Matthew, ...
En août 2019, sa victoire dans le tournoi MTC Squash Russian Open le qualifie pour les championnats du monde 2019-2020, premier Autrichien à disputer un championnat du monde de squash. En février 2025, il remporte son 19e titre consécutif de champion d'Autriche, ce qui établit un record mondial conjointement avec Sandra Denis du Luxembourg.

## Palmarès

### Titres
- Championnats d'Autriche : 19 titres (2007-2025)